# تشاك رايت (عازف باس)
تشاك رايت (بالإنجليزية: Chuck Wright)‏ هو عازف باس أمريكي، ولد في 13 سبتمبر 1959 في لوس أنجلوس في الولايات المتحدة.

## وصلات خارجية
- الموقع الرسمي
- تشاك رايت على موقع ميوزك برينز (الإنجليزية)
- تشاك رايت على موقع ميوزك برينز (الإنجليزية)
- تشاك رايت على موقع ديسكوغز (الإنجليزية)